# Lepidocolaptes lacrymiger
El trepatroncos montano (en Ecuador) (Lepidocolaptes lacrymiger), también denominado trepatroncos montañero (en Colombia), trepador gamusita (en Venezuela), chinchero montañés o trepador montano (en Perú), es una especie de ave paseriforme de la familia Furnariidae, subfamilia Dendrocolaptinae, perteneciente al numeroso género Lepidocolaptes. Es nativa de la región andina del noroeste y centro oeste de América del Sur.

## Distribución y hábitat
Se distribuye a lo largo de la cordillera de los Andes y adyacencias, desde el norte de Venezuela, hacia el sur, por Colombia, Ecuador, Perú, hasta el centro de Bolivia.
Esta especie es considerada bastante común en su hábitat natural, los bosques montanos húmedos y secos, tropicales y subtropicales y sus bordes, entre los 1500 y 3000 m de altitud.

## Descripción
Mide en promedio 19,5 cm de longitud y pesa entre 31 y 35 g (la hembra) y entre 29,5 y 33 g (el macho). El pico es esbelto y curvo. En Colombia y Venezuela es pardo rufo por arriba, corona más oscura con distintivo punteado pardo-amarillento y lista superciliar blanquecina; alas y cola rufos. Garganta blanquecina, por abajo es pardo con marcadas estrías blanquecinas desteñidas con bordes negros. Desde Ecuador y sur de Colombia hacia el sur, más apagado y más estriado por abajo. El perfil de su pico curvo y esbelto lo distingue normalmente en su distribución andina, de otros trepatroncos simpátricos con picos más pesados y rectos.

## Comportamiento

### Alimentación
Forragea del modo típico de los trepatroncos, sube troncos y ramas más gruesas (más frecuentemente por el lado de abajo), mientras hurga regularmente en el musgo. Usualmente en los estratos medio y alto, raramente próximo al suelo. Acompaña con frecuencia bandadas mixtas.

### Vocalización
El canto, no emitido con tanta frecuencia, es una serie acelerada de notas silbadas arrastradas, por ejemplo «tsiu-tsiu, tsip-tsip, tsi-tsi-tsi-tsi-tsi», diferente de otros trepatroncos y que recuerda ciertos furnáridos del género Cranioleuca.

## Sistemática

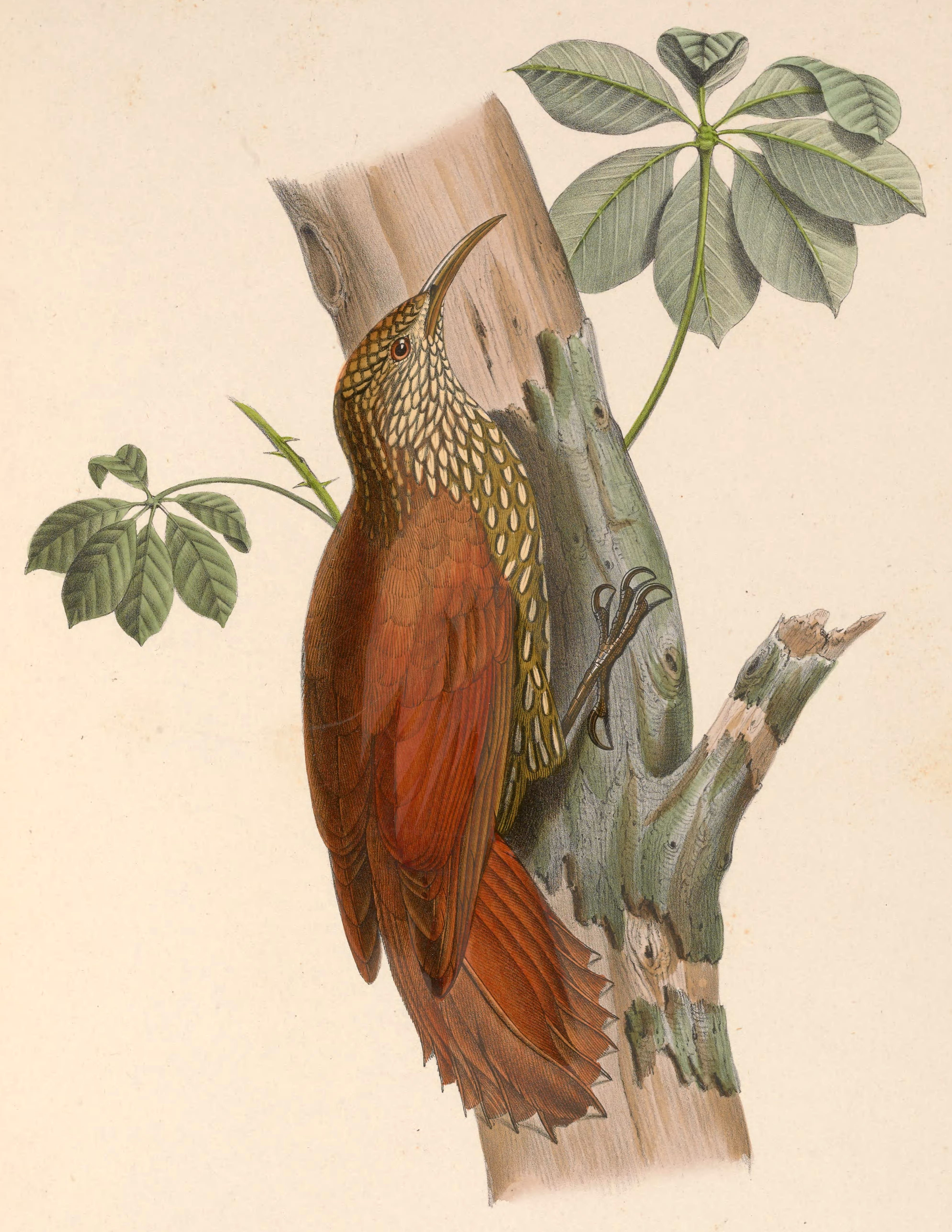
Dendrocolaptes lacrymiger = Lepidocolaptes lacrymiger; ilustración en Des Murs, Iconographie Ornithologique, 1849.

### Descripción original
La especie L. lacrymiger fue descrita por primera vez por el naturalista francés Frédéric de Lafresnaye en 1849 bajo el nombre científico Dendrocolaptes lacrymiger; localidad tipo errada «México, corregida para Santa Fe de Bogotá, Colombia».

### Etimología
El nombre genérico masculino «Lepidocolaptes» se compone de las palabras del griego «λεπις lepis, λεπιδος lepidos»: escama, floco, y «κολαπτης kolaptēs»: picador; significando «picador con escamas»;   y el nombre de la especie «lacrymiger», se compone de las palabras del latín «lacrima»: lágrima  y «ger»: que lleva, que muestra; en relación con las características del plumaje.

### Taxonomía
Los análisis filogenéticos indican que aparentemente está hermanada con Lepidocolaptes affinis y L. leucogaster, se los separa con base en diferencias de plumaje y vocalización, a pesar de que las características vocales tienen que ser analizadas más en detalle. Las subespecies pueden ser divididas en dos grupos con base en la morfología:  el “grupo lacrymiger” norteño, incluyendo sneiderni (que cruza con la nominal en la región de Bogotá), sanctaemartae y lafresnayi; y el “grupo warscewiczi” sureño, incluyendo las pobremente diferenciadas aequatorialis, carabayae, bolivianus y frigidus.

### Subespecies
Según la clasificaciones del Congreso Ornitológico Internacional (IOC) y Clements Checklist/eBird v.2017, se reconocen nueve subespecies, con su correspondiente distribución geográfica:
- Lepidocolaptes lacrymiger sanctaemartae (Chapman), 1912 – norte de Colombia (región de Santa Marta).
- Lepidocolaptes lacrymiger lacrymiger (Lafresnaye), 1849 – Andes orientales de Colombia (desde Norte de Santander al sur hasta Bogotá); también el adyacente oeste de Venezuela (Serranía del Perijá, Andes de Mérida).
- Lepidocolaptes lacrymiger lafresnayi (Cabanis & Heine), 1859 – cordillera costera del norte de Venezuela (Carabobo al este hasta Miranda, y suroeste de Sucre).
- Lepidocolaptes lacrymiger sneiderni Meyer de Schauensee, 1945 – Colombia hacia el sur desde Bogotá (excepto Nariño), en ambas pendientes de los Andes centrales y occidentales, también en los altos valles del Cauca y Magdalena.
- Lepidocolaptes lacrymiger frigidus Meyer de Schauensee, 1951 – sur de Colombia (pendientes de los Andes orientales en Nariño).
- Lepidocolaptes lacrymiger aequatorialis (Ménégaux), 1912 – pendiente del Pacífico de los Andes en Nariño (suroeste de Colombia), ambas pendientes en Ecuador (en el oeste, al sur hasta Loja).
- Lepidocolaptes lacrymiger warscewiczi (Cabanis & Heine), 1859 – pendiente oriental de los Andes en el extremo sureste de Ecuador y norte y centro del Perú (Cajamarca y  Amazonas al sur hasta Junín).
- Lepidocolaptes lacrymiger carabayae Hellmayr, 1920 – pendiente oriental de los Andes en el sureste de Perú (Cuzco, Puno).
- Lepidocolaptes lacrymiger bolivianus (Chapman), 1919 – pendiente oriental de los Andes en el noreste y centro de Bolivia (La Paz, Cochabamba, oeste de Santa Cruz).